# Andalò del Negro
Andalò del Negro (Genova, 1260 – Napoli, 1334) è stato un astronomo, geografo e scrittore italiano.

## Biografia
Andalò di Negro (o anche Del Negro), nato a Genova negli anni sessanta del XIII secolo, morto probabilmente a Napoli prima del giugno 1334. Nominato nel 1314 ambasciatore in Oriente come rappresentante della Repubblica di Genova, è documentata la sua presenza a Trebisonda dove operava una cospicua comunità di mercanti liguri. Nel 1318, dopo aver conosciuto a Genova Roberto d'Angiò, si aggregò al suo seguito e si trasferì alla corte di Napoli dove ebbe modo di conoscere, tra altri, anche il Boccaccio dal quale sarà ricordato con simpatia nell'opera De genealogiis deorum gentilium, e l'attitudine a viaggiare per conoscere i vari popoli del mondo. I suoi studi sulla rilevazione delle latitudini sono da contestualizzare in una cultura scientifica genovese che nei medesimi anni esprimeva cartografi importanti come Giovanni di Carignano e Pietro Vesconte.
Scrisse numerosi trattati di astronomia e di astrologia dimostrando la conoscenza dell'Almagesto di Tolomeo, probabilmente attraverso la versione in lingua latina di Gerardo da Cremona, oltre a quella delle Tavole alfonsine.
Sue opere principali furono l'Introductorius ad iudicia astrologie, inedito, l'Opus praeclarissimum astrolabii e il Tractatus spherae del quale si possiede anche una versione in volgare anonima e incompleta.